# Tadżykistan na Letnich Igrzyskach Olimpijskich 2008
Tadżykistan na Letnich Igrzyskach Olimpijskich 2008 reprezentowało 13 sportowców w 5 dyscyplinach.
Był to 4. start reprezentacji Tadżykistanu na letnich igrzyskach olimpijskich. Zdobyte medale były pierwszymi w historii występów Tadżykistanu na letnich igrzyskach. 

## Zdobyte medale
| Medal  | Zawodnik          | Dyscyplina sportowa | Konkurencja                  |
| ------ | ----------------- | ------------------- | ---------------------------- |
| Srebro | Jusup Abdusałomow | Zapasy              | styl wolny do 84 kg mężczyzn |
| Brąz   | Rasul Bokijew     | Judo                | do 73 kg mężczyzn            |